# Hôtel Kinsky
 (janvier 2015).
Si vous disposez d'ouvrages ou d'articles de référence ou si vous connaissez des sites web de qualité traitant du thème abordé ici, merci de compléter l'article en donnant les références utiles à sa vérifiabilité et en les liant à la section « Notes et références ».
Pour les articles homonymes, voir Kinsky.
L'hôtel Kinsky est un hôtel particulier situé au no 53 rue Saint-Dominique à Paris, dans le 7e arrondissement. Il s'agit d'une résidence de la famille princière al Thani.

## Histoire
Il ne reste rien de l'hôtel construit en 1769 par Claude-Nicolas Ledoux pour la présidente de Gourgues. L'hôtel actuel, extrêmement remanié, comprend au rez-de-chaussée un grand salon qui a conservé un décor xviiie siècle exécuté pour la princesse Kinský, propriétaire en 1773, notamment un plafond peint en 1779 par Simon Julien. En 1801, l'hôtel est loué pendant trois ans à l'écrivain anglais William Beckford. Il appartient ensuite au maréchal Lannes. Au xixe siècle, il est la résidence de l'écrivain Charles de Pomairols qui y tient un salon littéraire. Il est acheté en 1919 par le banquier et parlementaire Louis Louis-Dreyfus, qui réalise des travaux dans le bâtiment sur rue. Réquisitionné sous l'Occupation, l'hôtel devient propriété de l'État en 1945. Après avoir abrité des services du ministère de la Culture (direction de la musique, de la danse, du théâtre et des spectacles), il est mis en vente par l'État en septembre 2006 et est acheté par la famille régnante du Qatar, pour la somme de 28 millions d'euros, soit la moitié de l'estimation. Édifié sur une parcelle de 4 137 m2, l'hôtel, d'une superficie de 3 509 m2, comprend un parc paysager de 2 400 m2 avec grotte artificielle et une pièce d’eau.